# Despina (mitologia)
Despina (in greco antico: Δέσποινα?, Dèspoina) era la figlia di Demetra e di Poseidone e sorella del cavallo alato Arione. Il nome con cui è identificata (Δέσποινα), e che era impronunciabile ai non iniziati, era forse solo un epiteto e significa semplicemente la Signora (dal greco-miceneo *des-potnia e ancora prima dal proto-indoeuropeo *dem/*dom, casa, dimora e potni, padrona, signora).

## Il mito
Il mito narra che mentre Demetra era intenta a cercare la figlia Persefone, rapita da Ade, fu vista da Poseidone che volle farla sua. Demetra, cercando di sfuggirgli, si trasformò in una giumenta. Allora anche il dio si trasformò in stallone, e da questa unione nacquero una figlia, Despina, ed un puledro, Arione.

## Culto
Il culto di Despina era praticato a Licosura, nei pressi di Megalòpoli, in Arcadia ed era legato a quello di altre divinità femminili come quello della madre Demetra, di Artemide ed Ecate. Dei culti misterici in suo onore non si sa nulla, ma probabilmente rientravano nell'ambito cultuale dei Misteri Eleusini o più in generale nel culto della Grande Dea.

### Identificazione con Persefone
In seguito Despina venne identificata soprattutto con Persefone (Kore), che secondo una versione alternativa del mito era lei stessa figlia di Demetra e Poseidone, invece che di Demetra e Zeus. Pausania, comunque, è chiaro nel separare Despina dalla sorellastra Persefone:
Gli Arcadi venerano questa Signora sopra ogni altra divinità e sostengono che Ella è figlia di Poseidone e Demetra. Signora è uno dei nomi che le danno, così come essi soprannominano la figlia di Demetra avuta da Zeus la Giovinetta (Kore). Ma mentre il nome della Giovinetta è in realtà Persefone, così come scritto da Omero e Panfo nei loro poemi, il vero nome della Signora ho paura a rivelarlo ai non iniziati.

## Il gruppo del santuario di Despina a Licosura

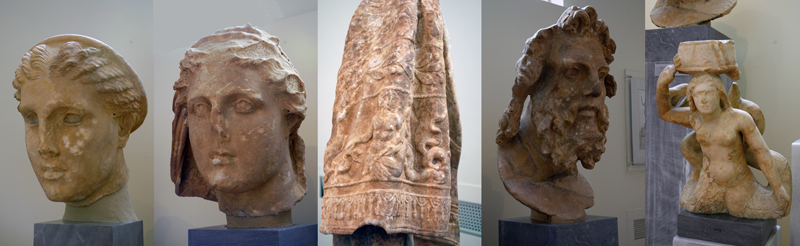
Gruppo di Licosura: da sinistra a destra: Artemide, Demetra, velo di Despina, Anito, Tritonessa. Atene, Museo Archeologico Nazionale

Despina appare nel gruppo del santuario di Despina a Licosura; alto 5,30 m, il gruppo si trovava su di un basamento di 8 metri ed è stato realizzato da Damofonte di Messene. Rimangono ormai soltanto le teste di Artemide, Demetra e Anito, ma Pausania ce ne parla molto dettagliatamente. Despina e Demetra sono di dimensioni maggiori, poste al centro del basamento e sedute su di un trono. Demetra porta nella mano destra una fiaccola, Despina nella sinistra ha uno scettro ed era coperta da un velo, perciò invisibile, oltreché innominabile, dai non iniziati. Ai lati, Artemide e Anito, il titano che aveva allevato la piccola Despina.